# 종프코비체군

돌니실롱스크주 지도에 표시된 종프코비체군의 위치

종프코비체군(폴란드어: powiat ząbkowicki)은 폴란드 돌니실롱스크주에 위치한 군으로 군청 소재지는 종프코비체실롱스키에이며 면적은 801.75km2, 인구는 65,104명(2019년 6월 30일 기준), 인구 밀도는 81명/km2이다.
남서쪽으로는 크워츠코군, 북서쪽으로는 지에르조니우프군, 북동쪽으로는 스트셸린군, 동쪽으로는 오폴레주 니사군과 접하며 남쪽으로는 체코와 국경을 접한다. 7개 지방 자치체(4개 도시형 농촌, 3개 농촌)를 관할한다.

군기
군 문장